# Andreas Dackell
Lars Andreas Dackell (* 29. Dezember 1972 in Gävle) ist ein ehemaliger schwedischer Eishockeyspieler, der im Verlauf seiner aktiven Karriere zwischen 1990 und 2012 unter anderem 657 Spiele für die Ottawa Senators und Canadiens de Montréal in der National Hockey League (NHL) auf der Position des rechten Flügelstürmers bestritten hat. Den Großteil seiner aktiven Laufbahn verbrachte Dackell bei Brynäs IF in der schwedischen Elitserien, mit dem er in den Jahren 1993 und 2012 Schwedischer Meister wurde. Seinen größten Erfolg feierte er jedoch bei den Olympischen Winterspielen 1994, wo er mit der schwedischen Nationalmannschaft die Goldmedaille gewann.    

## Karriere
Andreas Dackell begann seine Karriere als Eishockeyspieler in seiner Heimatstadt bei Gävle GIK, für dessen Profimannschaft er von 1990 bis 1992 in der damals zweitklassigen Division 1 aktiv war. Parallel nahm der Angreifer für deren Stadtrivalen Brynäs IF am Spielbetrieb der Elitserien teil, zu dem er zur Saison 1992/93 wechselte. Mit Brynäs gewann er in dieser Spielzeit die Schwedische Meisterschaft und wurde zwei Jahre später mit dem Team Vizemeister. Nachdem er als bester Torschütze und Topscorer der SuperAllsvenskan in der Saison 1995/96 großen Anteil am Klassenerhalt seiner Mannschaft hatte, wurde der Rechtsschütze im NHL Entry Draft 1996 in der sechsten Runde als insgesamt 136. Spieler von den Ottawa Senators ausgewählt. 
Von 1996 bis 2001 gehörte Dackell zum Stammpersonal der Senators und spielte in allen bis auf neun Partien der regulären Saison für die Kanadier in der National Hockey League. Anschließend wurde der Olympiasieger von 1994 zu den Canadiens de Montréal transferiert, für die er weitere drei Jahre in der NHL auf dem Eis stand. Zur Saison 2004/05 kehrte der Flügelspieler in seine schwedische Heimat zurück, in der er als Free Agent einen Vertrag bei seinem Ex-Club Brynäs IF erhielt, für den er bis zum Saisonende 2011/12 spielte und Mannschaftskapitän war.

### International
Für Schweden nahm Dackell an den Weltmeisterschaften 1994, 1995 und 1996 sowie den Olympischen Winterspielen 1994 in Lillehammer teil. Bei den Olympischen Spielen gewann er mit Schweden die Goldmedaille.

## Erfolge und Auszeichnungen
| - 1993 Schwedischer Meister mit Brynäs IF - 1995 Schwedischer Vizemeister mit Brynäs IF - 1996 Bester Torschütze der SuperAllsvenskan | - 1996 Topscorer der SuperAllsvenskan - 2011 Rinkens riddare - 2012 Schwedischer Meister mit Brynäs IF |

### International
- 1994 Goldmedaille bei den Olympischen Winterspielen
- 1994 Bronzemedaille bei der Weltmeisterschaft
- 1995 Silbermedaille bei der Weltmeisterschaft

## Karrierestatistik

### International
Vertrat Schweden bei:
- Olympischen Winterspielen 1994
- Weltmeisterschaft 1994
- Weltmeisterschaft 1995
- Weltmeisterschaft 1996

(Legende zur Spielerstatistik: Sp oder GP = absolvierte Spiele; T oder G = erzielte Tore; V oder A = erzielte Assists; Pkt oder Pts = erzielte Scorerpunkte; SM oder PIM = erhaltene Strafminuten; +/− = Plus/Minus-Bilanz; PP = erzielte Überzahltore; SH = erzielte Unterzahltore; GW = erzielte Siegtore; 1 Play-downs/Relegation; Kursiv: Statistik nicht vollständig)